# 日印戦略的グローバル・パートナーシップ
日印戦略的グローバル・パートナーシップ（にちいんせんりゃくてきグローバル・パートナーシップ）は、日本とインドの間で結ばれた包括的な戦略的協力関係。
このパートナーシップは、経済、政治、安全保障、技術、文化など多岐にわたる分野での協力を強化することを目的としています。地域およびグローバルな安定と繁栄に向けた両国の協力を象徴するものであり、経済、安全保障、技術、文化など多岐にわたる分野での連携を強化しています。このパートナーシップは、21世紀におけるアジア太平洋地域の平和と繁栄にとって重要な役割を果たしています。

## 解説

### 背景と歴史
- 設立の経緯: 日印戦略的グローバル・パートナーシップは2006年に正式に発足しました。両国はそれ以前から友好的な関係を築いていましたが、特に21世紀に入ってから、地域およびグローバルな課題に対する共通の関心から協力を強化する動きが加速しました。
- 重要な会談と合意: 2006年の訪印時に、安倍晋三首相とマンモハン・シン首相の間で合意がなされ、両国関係は新たなステージに移行しました。以降、首脳会談や高官レベルの会合が定期的に行われています。

### 経済協力
- 貿易と投資の促進: 日本とインドは相互にとって重要な経済パートナーであり、貿易および投資の促進が主要な焦点となっています。インドは成長著しい市場として日本企業にとって魅力的であり、日本はインフラ投資や技術移転を通じてインドの発展に寄与しています。
- インフラプロジェクト: 日本はインドのインフラ整備に多額の投資を行っています。特に、ムンバイ・アーメダバード高速鉄道プロジェクト（新幹線技術を導入）はその象徴的な例です。

### 安全保障協力
- 防衛協力: 両国は防衛分野での協力を強化しています。これには合同軍事演習、技術協力、防衛装備の共同開発などが含まれます。
- インド太平洋戦略: 日本とインドは、自由で開かれたインド太平洋地域の実現を目指して協力しています。この地域における安全保障の確保や海洋の安全を強調しています。

### 技術とイノベーション
- 技術協力: ITや通信技術、再生可能エネルギー、医療技術など、様々な技術分野での協力が進んでいます。両国は技術革新を通じた経済成長と持続可能な発展を目指しています。
- 教育と研究開発: 教育機関や研究機関の間での連携も強化されており、共同研究プロジェクトや学生交換プログラムが行われています。

### 文化交流
- 人的交流: 人的交流の促進を通じて、両国の相互理解を深める努力が続けられています。文化交流プログラムや観光促進がその一環です。
- 文化イベント: 両国は文化イベントやフェスティバルを通じて、相互の文化的理解と友好関係を深めています。

### グローバル課題への共同対応
- 気候変動と環境問題: 両国は気候変動や環境問題に対して共同で取り組んでいます。再生可能エネルギーの導入促進や環境保護プロジェクトがその例です。
- 国際的な協力: 国連やその他の国際機関を通じて、両国は平和と安定のための協力を強化しています。

## 参考
- 戦略的なインフラシステムの海外展開に向けて (2021-03-16)
- インド - モディ政権の外交・安全保障政策
- 対インド協力の現状 国際協力機構
- 日印ヴィジョン2025 特別戦略的グローバル・パートナーシップ
- 「日印戦略的グローバル・パートナーシップ」に向けた共同声明＜骨子＞外務省